# Дуван Сапата
Дуван Сапата (ісп. Duván Zapata, нар. 1 квітня 1991, Калі) — колумбійський футболіст, центральний нападник італійської «Торіно».
Виступав за національну збірну Колумбії. У складі «Наполі» був володарем Кубка та Суперкубка Італії.

## Клубна кар'єра
Народився 1 квітня 1991 року в місті Калі. Вихованець футбольної школи клубу «Америка де Калі» зі свого рідного міста. 2008 року він дебютував за команду в Кубку Мустанга. 18 травня в матчі проти «Бояка Чіко» Дуван забив свій перший гол. У тому ж році він допоміг клубу виграти Клаусуру. Всього в рідній команді провів три сезони, взявши участь у 65 матчах чемпіонату. Більшість часу, проведеного у складі «Америка де Калі», був основним гравцем атакувальної ланки команди.
Своєю грою за цю команду привернув увагу представників тренерського штабу клубу «Естудьянтес», до складу якого приєднався влітку 2011 року після молодіжного Чемпіонату світу на правах оренди. 26 вересня в матчі проти «Бельграно» він дебютував в аргентинській Прімері. Наприкінці цієї зустрічі Дуван забив свій перший гол за новий клуб. За підсумками сезону Сапата 5 разів вразив ворота суперників у 11 матчах за «Естудьянтес» та керівництво команди викупило трансфер нападника за 1,2 млн євро. Весь наступний сезон Дуван був головною ударною силою клубу забивши 17 голів в 35 поєдинках. Всього відіграв за команду з Ла Плати два сезони своєї ігрової кар'єри.
Влітку 2013 року англійський «Вест Гем Юнайтед» виявив бажання придбати футболіста, але не зміг отримати на нього дозвіл на роботу. У серпні того ж року Сапата перейшов в італійський «Наполі». 28 вересня в матчі проти «Дженоа» він дебютував в Серії А. 22 жовтня в поєдинку Ліги чемпіонів проти французького «Марселя» (2:1) Дуван забив свій перший гол за команду. Разом з неаполітанським клубом 2014 року став володарем Кубка та Суперкубка Італії, проте в обох вирішальних матчах на поле так і не вийшов. Відіграв за неаполітанську команду протягом двох сезонів 37 матчів в національному чемпіонаті, забивши 11 голів.
2015 року був відданий в оренду до «Удінезе», де провів два сезони, після чого відіграв сезон 2017/18 за «Сампдорію». Влітку 2018 року уклав повноцінний контракт з цією командою, проте відразу ж був відданий в оренду до «Аталанти». У цій команді відразу став основним нападником і на початку 2020 року бергамський клуб викупив контракт колумбійця. Загалом від провів у складі «Аталанти» понад п'ять повних сезонів, забивши у її складі 82 голи у 191 іграх усіх турнірів.
1 вересня 2023 року був орендований «Торіно».

## Виступи за збірну
2011 року Сапата потрапив в заявку молодіжної збірної Колумбії на участь у молодіжному чемпіонаті світу, який проходив на його батьківщині. На турнірі він зіграв у матчах проти збірних Франції та Коста-Рики, а в поєдинку проти Мексики забив гол. В підсумку його збірна дійшла до чвертьфіналу. На молодіжному рівні зіграв у 5 офіційних матчах, забив 1 гол.
Навесні 2017 року дебютував в іграх національної збірної Колумбії. У її складі був учасником двох розіграшів Кубка Америки — 2019 і 2021 років, ставши на другому турнірі бронзовим призером.
| Дата       | Місто               | Господарі      | Результат          | Гості     | Турнір                                 | Голи | Примітки  |
| ---------- | ------------------- | -------------- | ------------------ | --------- | -------------------------------------- | ---- | --------- |
| 23-3-2017  | Барранкілья         | Колумбія       | 1 – 0              | Болівія   | Відбір до ЧС 2018                      | -    | 64'       |
| 10-10-2017 | Ліма                | Перу           | 1 – 1              | Колумбія  | Відбір до ЧС 2018                      | -    | 71'       |
| 10-11-2017 | Сувон               | Південна Корея | 2 – 1              | Колумбія  | товариський матч                       | -    | 64'       |
| 14-11-2017 | Чунцін              | КНР            | 0 – 4              | Колумбія  | товариський матч                       | -    | 46'       |
| 23-3-2018  | Сен-Дені            | Франція        | 2 – 3              | Колумбія  | товариський матч                       | -    | 68'       |
| 22-3-2019  | Йокогама            | Японія         | 0 – 1              | Колумбія  | товариський матч                       | -    | 56'       |
| 26-3-2019  | Сеул                | Південна Корея | 2 – 1              | Колумбія  | товариський матч                       | -    | 61'       |
| 4-6-2019   | Богота              | Колумбія       | 3 – 0              | Панама    | товариський матч                       | -    | 46'       |
| 9-6-2019   | Ліма                | Перу           | 0 – 3              | Колумбія  | товариський матч                       | 1    | 46'       |
| 15-6-2019  | Салвадор (Бразилія) | Аргентина      | 0 – 2              | Колумбія  | Копа Америка 2019 - 1-й етап           | 1    | 81' 87'   |
| 19-6-2019  | Сан-Паулу           | Колумбія       | 1 – 0              | Катар     | Копа Америка 2019 - 1ºturno            | 1    |           |
| 23-6-2019  | Сальвадор           | Колумбія       | 1 – 0              | Парагвай  | Копа Америка 2019 - 1-й етап           | -    | 66'       |
| 29-6-2019  | Сан-Паулу           | Колумбія       | 0 – 0 (4 – 5 п.п.) | Чилі      | Копа Америка 2019 - чвертьфінал        | -    | 77'       |
| 7-9-2019   | Маямі-Гарденс       | Бразилія       | 2 – 2              | Колумбія  | товариський матч                       | -    | 83'       |
| 10-9-2019  | Тампа               | Колумбія       | 0 – 0              | Венесуела | товариський матч                       | -    | 71'       |
| 12-10-2019 | Аліканте            | Колумбія       | 0 – 0              | Чилі      | товариський матч                       | -    | 23'       |
| 9-10-2020  | Барранкілья         | Колумбія       | 3 – 0              | Венесуела | Відбір до ЧС 2022                      | 1    | 71'       |
| 13-10-2020 | Сантьяго            | Чилі           | 2 – 2              | Колумбія  | Відбір до ЧС 2022                      | -    |           |
| 13-11-2020 | Барранкілья         | Колумбія       | 0 – 3              | Уругвай   | Відбір до ЧС 2022                      | -    |           |
| 17-11-2020 | Кіто                | Еквадор        | 6 – 1              | Колумбія  | Відбір до ЧС 2022                      | -    |           |
| 3-6-2021   | Ліма                | Перу           | 0 – 3              | Колумбія  | Відбір до ЧС 2022                      | -    |           |
| 8-6-2021   | Барранкілья         | Колумбія       | 2 – 2              | Аргентина | Відбір до ЧС 2022                      | -    | 45+1' 46' |
| 13-6-2021  | Куяба               | Колумбія       | 1 – 0              | Еквадор   | Копа Америка 2021 - 1-й етап           | -    | 61'       |
| 17-6-2021  | Гоянія              | Колумбія       | 0 – 0              | Венесуела | Копа Америка 2021 - 1-й етап           | -    | 73'       |
| 20-6-2021  | Гоянія              | Колумбія       | 1 – 2              | Перу      | Копа Америка 2021 - 1-й етап           | -    | 61'       |
| 23-6-2021  | Ріо-де-Жанейро      | Бразилія       | 2 – 1              | Колумбія  | Копа Америка 2021 - 1-й етап           | -    | 64'       |
| 3-7-2021   | Бразиліа            | Уругвай        | 0 – 0 (2 – 4 п.п.) | Колумбія  | Копа Америка 2021 - чвертьфінал        | -    |           |
| 6-7-2021   | Бразиліа            | Аргентина      | 1 – 1 (3 – 2 п.п.) | Колумбія  | Копа Америка 2021 - півфінал           | -    | 60'       |
| 9-7-2021   | Бразиліа            | Колумбія       | 3 – 2              | Перу      | Копа Америка 2021 - матч за 3-тє місце | -    | 55'       |
| 7-10-2021  | Монтевідео          | Уругвай        | 0 – 0              | Колумбія  | Відбір до ЧС 2022                      | -    | 46'       |
| 10-10-2021 | Барранкілья         | Колумбія       | 0 – 0              | Бразилія  | Відбір до ЧС 2022                      | -    | 74'       |
| 14-10-2021 | Барранкілья         | Колумбія       | 0 – 0              | Еквадор   | Відбір до ЧС 2022                      | -    | 70'       |
| 11-11-2021 | Сан-Паулу           | Бразилія       | 1 – 0              | Колумбія  | Відбір до ЧС 2022                      | -    | 66'       |
| 16-11-2021 | Барранкілья         | Колумбія       | 0 – 0              | Парагвай  | Відбір до ЧС 2022                      | -    | 46'       |
| Усього     |                     | Матчів         | 34                 |           | Голів                                  | 4    |           |

## Титули і досягнення
- Володар Кубка Італії (1):

«Наполі»: 2013-14
- Володар Суперкубка Італії (1):

«Наполі»: 2014
- Бронзовий призер Кубка Америки: 2021